# Anja Laïs
Anja Laïs (* 23. Januar 1968 in Berlin) ist eine deutsche Schauspielerin und Hörspielsprecherin.

## Leben
Anja Laïs absolvierte bis 1992 ein Schauspielstudium an der Münchner Otto-Falckenberg-Schule. Verpflichtungen hatte sie zunächst an bekannten deutschsprachigen Bühnen wie dem Hans Otto Theater in Potsdam und dem Theater in der Josefstadt, bei den Wiener Festwochen und den Salzburger Festspielen. In Berlin wirkte Laïs am Grips-Theater, dem Maxim-Gorki-Theater und in der Bar jeder Vernunft. Von 1998 bis 2013 hatte sie ein Festengagement am Schauspiel Köln, wechselte danach gemeinsam mit dessen Intendantin Karin Beier an das Deutsche Schauspielhaus nach Hamburg. Hier war sie unter anderem als Jeléna in Anton Tschechows Drama Onkel Wanja zu sehen, ferner als Irrenärztin Mathilde von Zahrnd in den Physikern von Friedrich Dürrenmatt und in Yasmina Rezas Komödie Der Gott des Gemetzels. Mit Beginn der Spielzeit 2022/23 ist sie wieder Ensemblemitglied am Schauspiel Köln.
Seit Mitte der 1990er-Jahre arbeitet Anja Laïs auch gelegentlich vor der Kamera, vorzugsweise als Gastdarstellerin in bekannten Serien wie beispielsweise Wolffs Revier, Wilsberg, Der letzte Bulle oder SOKO Köln. Umfangreicher ist ihre Tätigkeit als Hörspielsprecherin. Vornehmlich zwischen der Jahrtausendwende und 2013 wirkte sie in mehreren Dutzend Produktionen des Westdeutschen Rundfunks mit.
Zweimal war Anja Laïs für bekannte Theaterpreise nominiert: 2000 für den Ulrich-Wildgruber-Preis und 2001 für den Nestroy-Theaterpreis.
Laïs lebt in Hamburg mit ihren Kindern.

## Filmografie
- 1994: Wolffs Revier – Selbstjustiz
- 1995: A.S. – Gefahr ist sein Geschäft – Der kleine Bruder
- 1998: Stadtklinik – Misshandelt
- 1998: Strand (Kurzfilm)
- 1999: Staub (Kurzfilm)
- 2002: Am Ende der Nacht (Kurzfilm)
- 2003: Die Schönste aus Bitterfeld
- 2005: Tatort – Schürfwunden
- 2006: Die Familienanwältin – Hunger
- 2007: SOKO Köln – Bremsversagen
- 2008: Wilsberg – Interne Affären
- 2008: Kommissar Stolberg – Gespenster (Fernsehserie)
- 2011: Über uns das All
- 2011: Monkey Sandwich
- 2012: Tatort – Ihr Kinderlein kommet
- 2013: Der letzte Bulle – Die Jagd beginnt
- 2015: SOKO Köln – Bickendorfer Büdchen
- 2016: Notruf Hafenkante – Stumme Angst
- 2018: Mord im Alten Land

## Hörspiele
- 1999: Jane Austen oder Bildnis einer Dame beim Romaneschreiben – Autor und Regie: Heinz von Cramer
- 2000: Der Partner – Autor: John Grisham – Regie: Norbert Schaeffer
- 2000: Studiotime – Autor: Uwe Wasser – Regie: Petra Feldhoff
- 2000: Henry, das Schnabeltier – Autorin: Monika Jung – Regie: Angeli Backhausen
- 2001: Justin Time – Autor: Peter Schwindt – Regie: Alex Neumann
- 2002: Engel – Autor: Denis Johnson – Regie: Fabian von Freier
- 2003: Im Namen von Ismael – Autor: Giuseppe Genna – Regie: Fabian von Freier
- 2004: Orlando Furioso – Autor: Ludovico Ariosto – Regie: Leonhard Koppelmann
- 2005: Tod in Lissabon – Autor: Robert Wilson – Regie: Walter Adler
- 2005: Nacht unter Berlin – Autor: Stefan Weigl – Regie: Annette Kurth
- 2005: Amore mio infinito – Autor: Aldo Nove – Regie: Fabian von Freier
- 2006: Mensch auf Raten – Autoren: Pierre Louis Boileau und Thomas Narcejac – Regie: Uwe Schareck
- 2007: Kältezone – Autor: Arnaldur Indriðason – Regie: Martin Zylka
- 2007: Tödliche Luftschlösser – Autor: Jean-Patrick Manchette – Regie: Annette Berger
- 2007: Potentielle Freunde – Autorinnen: Stefanie Schütz und Anna Pein – Regie: Claudia Johanna Leist
- 2007: Das Haus am Kanal – Autor: Georges Simenon – Regie: Uwe Schareck
- 2008: Tempo – Autorin und Regie: Beate Andres
- 2009: Die Tore der Welt  – Autor: Ken Follett – Regie: Martin Zylka
- 2012: Der achte Zwerg – Autor: Ross Thomas – Regie: Walter Adler
- 2012: Glaube, Liebe, Mafia – Autor: Mark Zak – Regie: Thomas Leutzbach
- 2013: Wovon wir träumten – Autorin: Julie Otsuka – Regie: Beate Andres
- 2014: Glaube, Liebe, Mafia – Die Frau des Paten – Autor: Mark Zak – Regie: Thomas Leutzbach